# La settima stanza
La settima stanza è un film del 1995 diretto da Márta Mészáros.
La pellicola racconta la vita di Edith Stein, prima filosofa e poi monaca di clausura, morta ad Auschwitz e canonizzata nel 1998 da papa Giovanni Paolo II.

## Trama
Breslavia 1922: Edith, brillante assistente di Husserl, si converte al cattolicesimo grazie alle letture di Teresa d'Avila e si fa battezzare con il nome di Teresa, entrando in conflitto aperto con sua madre. Negli anni trenta il nazismo incalza ed Edith/Teresa viene sospesa dall'insegnamento.
Mentre i familiari e Franz, innamorato respinto diventato fervente nazista, le consigliano di emigrare, sceglie invece di prendere i voti ed entrare nel convento delle Carmelitane di Colonia, intraprendendo il percorso di ascesa spirituale verso Dio che Santa Teresa aveva denominato nella sua opera Il castello interiore "le sette stanze".
A seguito della Notte dei cristalli del 1938, Edith e sua sorella Rosa, anche lei suora, vengono inviate in Olanda per loro protezione. A seguito dell'invasione nazista vengono comunque arrestate. Il treno le porta al tragico destino del campo di concentramento, "la settima stanza" appunto.

## Personaggi

### Edith
Nel film vengono rappresentati gli anni più difficili della Edith Stein che evidenziano la sua capacità di lottare contro il potere nazista e di ricercare dentro di sé il senso e il fine ultimo della vita. L'abbandono totale a Dio, per la protagonista, nasce da un percorso della mente e del cuore, maturato durante tutta la sua esistenza. Pensiero e vita furono per lei sempre legati, poiché fu sempre coerente con la sua coscienza, seppur scomoda.
Fin da giovane si interrogò sull'essere umano e per approfondirne le tematiche aderì alla scuola di pensiero fenomenologica di Edmund Husserl. È interessante il modo in cui Edith, spiega, nel film, questo termine: un pianoforte è di per sé un mobile come tutti gli altri, ma diventa ciò per cui è stato creato solamente nel momento in cui viene suonato da qualcuno rendendolo vivo. Secondo la posizione del padre della fenomenologia, infatti, bisognava rifiutare la visione positivista, secondo la quale qualsiasi oggetto andasse accettato come qualcosa di dato: la regista, infatti, è affascinata dal personaggio di Edith Stein, in cui vede un modello femminile di perfezione. 
La regista sottolinea inoltre il conflitto interiore di Edith e con la vita all'interno del convento, dal momento che non si può cercare la verità senza mettersi in crisi.

### Personaggi minori
Franz Heller è un filosofo che utilizzò le sue capacità per metterle a disposizione del potere nazista: il suo punto di vista completamente inverso rispetto a quello della Stein, determina un forte contrasto tra i due: le loro vite corrono su binari paralleli fino all'ultimo incontro in cui Edith gli chiederà perdono e gli rivela la speranza nel perdono di Dio.
La madre, un rapporto pieno di amore ma minato da continue incomprensioni. Si ritrovano sempre insieme nel momento del dolore, così come nella scena finale in cui Edith è unita a lei da un abbraccio, all'interno della camera a gas.

## Produzione
Márta Mészáros nacque a Budapest nel 1928, ma visse in URSS dove il padre si rifugiò per sfuggire al regime fascista di Horty. La donna, tornata in Ungheria, entrò in contatto con la realtà politica del Paese e la repressione sovietica durante la rivolta del 1956. Tali esperienze hanno legato la regista al pdalla sua forza di volontà nel combattere i mali della società per raggiungere la verità.
La realizzazione del film fu difficile, tanto che la Meszaros attese sette anni prima di trovare un produttore, Francesco Pamphili, e una casa di produzione, la Morgan film, che hanno accettato la sua impostazione non biografica, bensì basata sulle vicende umane ricche di forza e determinazione della Stein. La Settima stanza venne presentato a Venezia nel 1995, tra le varie iniziative organizzate in occasione della Giornata Mondiale della donna.

### Il titolo
Nel film Edith spiega che il percorso ideale dell'anima è composto da sette dimore o sette stanze.
La prima stanza racchiude un'anima incapace di sentire e parlare, prigioniera del mondo esterno; allora inizia a interrogarsi, a conoscersi interiormente giungendo nella seconda dimora, dove l'anima lotta contro le tentazioni. Nella terza stanza l'anima si purifica tramite la meditazione, nella quarta l'immaginazione affolla la mente e la conoscenza e la memoria sono un peso di difficile sopportazione. Nella quinta dimora il mondo profano svanisce e l'anima rimane libera da ogni costrizione. La sesta dimora è dove l'anima lascia tutte le tentazioni e aspetta di accedere alla settima stanza, che però ancora non conosce.
I passaggi sono simboleggiati da soglie che si chiudono continuamente dietro le spalle, attraverso abbandoni, rotture con il passato che determinano sofferenza: la cinepresa spesso indugia, difatti, su porte, cancelli, finestre e ostacoli che si mettono tra il mondo interiore e quello esteriore.